# نقش (فیلم)
نقش (انگلیسی: The Role) یک فیلم در ژانر به کارگردانی کونستانتین لوپوشانسکی است که در سال ۲۰۱۳ منتشر شد.
این فیلم در سی و پنجمین جشنواره بین‌المللی مسکو در سال ۲۰۱۳ شرکت کرده‌است.